# بيتر فيسيلز
بيتر فيسيلز (بالهولندية: Peter Wessels) مواليد 7 مايو 1978 في زفوله، هو لاعب كرة مضرب هولندي سابق بدأ مسيرته كمحترف سنة 1996 وكان يلعب باليد اليمنى، اعتزل اللعب في 2009. أعلى تصنيف له في الفردي كان المركز الـ 72 في سنة 2005.

## روابط خارجية
- بيتر فيسيلز على موقع رابطة محترفي التنس (الإنجليزية)
- بيتر فيسيلز على موقع الاتحاد الدولي لكرة المضرب (الإنجليزية)
- بيتر فيسيلز على موقع كأس ديفيز (الإنجليزية)
- بيتر فيسيلز على موقع خلاصة التنس.كوم (الإنجليزية)
- بيتر فيسيلز على موقع إي إس بي إن.كوم (الإنجليزية)